# Iván Papanin
Iván Dmítrievich Papanin (en ruso: Иван Дмитриевич Папанин, Sebastopol, Imperio ruso, 14 de febrerojul./ 26 de febrero de 1894greg. - Moscú, Unión Soviética, 30 de enero de 1986) fue un explorador polar, científico, Doktor nauk en Geografía (1938) y contraalmirante (1943). Fue dos veces condecorado como Héroe de la Unión Soviética y recibió nueve órdenes de Lenin. Además fue Ciudadano de Honor de las ciudades de Múrmansk (1974), Arcángel (1975), Sebastopol (1979), Lípetsk (1989) y el Óblast de Yaroslavl (23-02-1982).
Fue diputado de las I y II Convocatorias del Sóviet de las Nacionalidades del Sóviet Supremo de la URSS, en representación de la República Autónoma Socialista Soviética de Carelia.

## Biografía

### Infancia y juventud
Iván Papanin nació el 26 de noviembre de 1894 en Sebastopol, óblast de Crimea, Imperio ruso, en la familia de un marino de la Armada Imperial Rusa, de origen griego. En 1909 se graduó de la escuela primaria del zemstvo, en 1929 realizó una serie de cursos especiales de la asociación paramilitar OSOAVIAJIM (Unión de Sociedades de Asistencia para la Defensa, la Aviación y la Construcción Química de la URSS), en 1931 estudió los Cursos superiores de comunicación del Comisariado del Pueblo de Correos y Telégrafos, y en 1932 ingresó en facultad de comunicaciones de la Academia de Planificación.
Tras finalizar sus estudios, fue alumno de un tornero en los talleres mecánicos de los veleros Chernoaz (octubre de 1909 - junio de 1912), así como, en los talleres del puerto militar de Sebastopol (junio de 1912 - diciembre de 1913), y finalmente trabajó en un astillero en Revel (actual Tallin; diciembre de 1913 - diciembre de 1914). En 1914 fue llamado al servicio militar en la Armada Imperial Rusa.

### Guerra civil rusa
En 1918-1920, Papanin participó en la Guerra civil rusa del lado de los bolcheviques en Ucrania y Crimea. El 17 de agosto de 1920, un destacamento de 11 personas bajo el mando de A.V. Mokrousov desembarcó de un barco cerca de Kapsikhor para luchar en la retaguardia de Wrangel. Incluía a Papanin.  En 1920 fue enviado a Crimea para organizar una guerrilla contra las fuerzas de Piotr Wrangel.
Desde 1920 fue Comisionado de la Dirección de Operaciones bajo el mando de las fuerzas navales del Frente Suroccidental. En noviembre de 1920, fue nombrado comandante de la Comisión Extraordinaria de Crimea. En 1921 fue trasladado a Járkov como comandante militar del Comité Ejecutivo Central de Ucrania, luego, de julio de 1921 a marzo de 1922, trabajó como secretario del Consejo Militar Revolucionario de la Flota del Mar Negro.

### Explorador polar

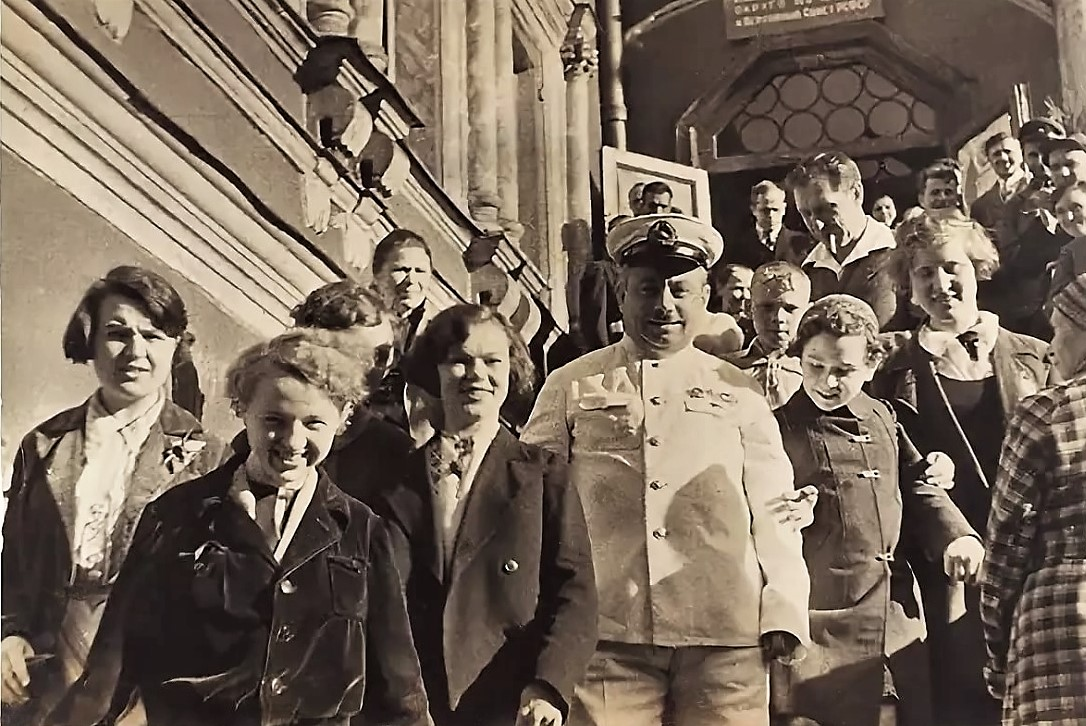
Iván Papanin, en 1938.

En 1922 fue trasladado a Moscú como comisario del departamento económico del Comisariado del Pueblo para la Marina, en 1923 trabajó para el Comisariado del Pueblo para los Correos y Telégrafos, como director gerente y jefe de la Dirección Central de la guardia paramilitar. En 1923-1925 estudió en los Cursos Superiores de Comunicación, tras lo cual fue enviado a Yakutia como subjefe de la expedición para la construcción de una estación de radio en Tommot.
En 1931 formó parte de la expedición del rompehielos Malygin a la Tierra de Francisco José. En 1932-1933 estuvo a la cabeza de una expedición polar en la bahía de Tikhaya (tikhaya bukhta) en esa misma isla. Entre 1934 y 1935 estuvo al mando de una estación polar en el Cabo Cheliuskin.
En 1937-1938 estuvo a cargo de la expedición Polo Norte-1. Cuatro investigadores: Papanin, Ernst Krenkel, Evgeny Fedorov y Petr Shirshov aterrizaron en las placas de hielo a la deriva, en un avión pilotado por Mijaíl Vodopyanov. Durante 234 días, el equipo de Papanin llevó a cabo una serie de experimentos y observaciones en la zona cercana al polo, hasta ser recogidos por los rompehielos "Murman" y "Taimyr". Fue la primera expedición de este tipo en el mundo.

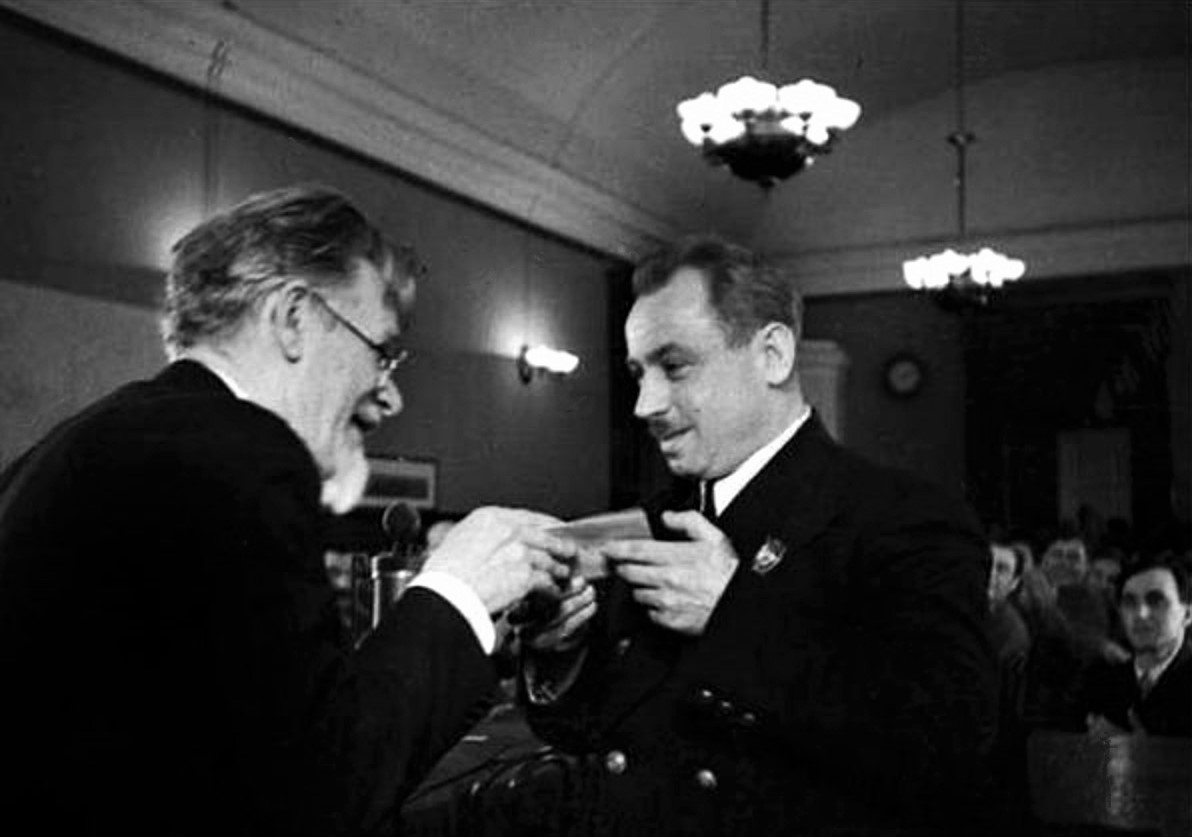
El Presidente de la URSS Mijaíl Kalinin entrega a Papanin el título de Héroe de la Unión Soviética

Los resultados científicos obtenidos en la expedición fueron presentados a la Asamblea General de la Academia de Ciencias de la URSS el 6 de marzo de 1938 y fueron muy apreciados por los especialistas. Papanin y el resto de los participantes de la expedición recibieron títulos de doctores en ciencias geográficas y todos sus miembros recibieron el título honorífico de Héroes de la Unión Soviética, lo que era nada común antes de la Segunda Guerra Mundial.

### Segunda Guerra Mundial
Entre 1939 y 1946 Papanin fue el sucesor de Otto Schmidt al frente de la Glavsevmorput (Glavnoe upravlenie Severnogo morskogo puti; Lit. Dirección Principal de la Ruta del Mar del Norte), institución encargada de supervisar todas las operaciones comerciales en la Ruta del Mar del Norte, cuya sede estabá en el pueblo de Borok, en el Óblast de Yaroslavl. En 1940 recibió una segunda condecoración como Héroe de la Unión Soviética, por organizar la expedición que rescató el rompehielos Sedovel, que se había quedado atrapado en el hielo durante 27 meses entre Groenlandia y las Islas Svalbard, en el paralelo 83. Durante la Segunda Guerra Mundial fue el representante de la Comisión de Defensa del Estado responsable de todo el transporte de la Ruta del Mar del Norte. Entre 1941 y 1952 fue miembro de la Comisión Central de Revisión del Partido Comunista.

### Posguerra

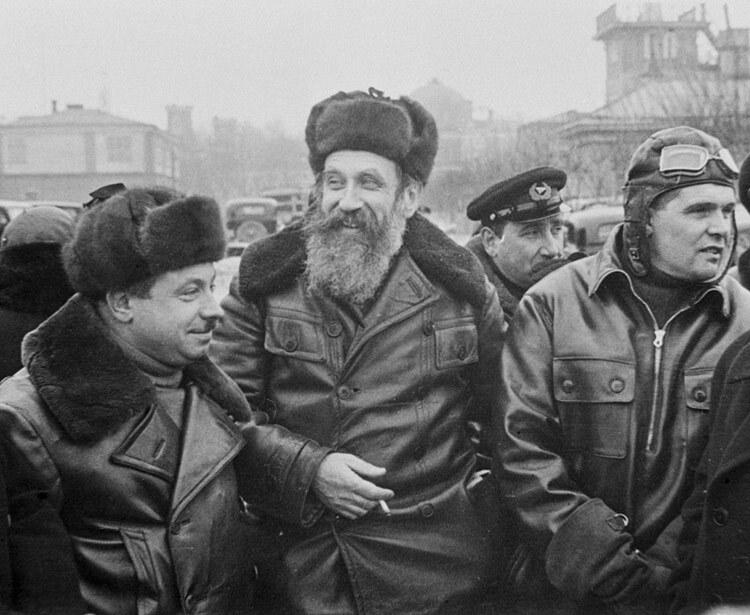
Izquierda: Iván Papanin, centro: Otto Schmidt, derecha: Mijaíl Vodopyanov. en 1938

De 1949 a 1951, fue subdirector del Instituto de Oceanología de la Academia de Ciencias de la Unión Soviética para expediciones oceánicas, desde 1951 hasta su muerte en 1986 fue el Jefe del Departamento de expediciones marítimas de la Academia. Desde 1956, al mismo tiempo, fue director del Instituto de Biología de Aguas Continentales de la Academia de Ciencias de la URSS en el pueblo de Borok. Presidente de la rama de Moscú de la Sociedad Geográfica de la URSS.
Murió el 30 de enero de 1986. Fue enterrado en Moscú en el cementerio Novodévichi. La patrullera/rompehielos Iván Papanin (Proyecto 23550), botada el 25 de octubre de 2019 y bautizada en su honor, es actualmente parte de la Flota del Norte de la Armada de Rusia.

## Condecoraciones

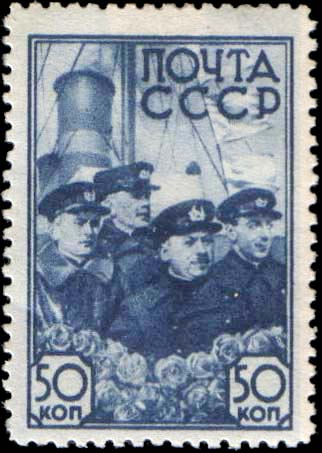
Sello postal de la URSS de 1938 que representa a Papanin y al resto de participantes en la expedición Polo Norte-1

Iván Dmítrievich Papanin recibió los siguientes premios y condecoraciones:
- Héroe de la Unión Soviética, dos veces (1937, 1940)
- Orden de Lenin, nueve veces (1937, 1938, 1944, 1944, 1945, 1956, 1964, 1974, 1984)
- Orden de la Revolución de Octubre (1971)
- Orden de la Bandera Roja, dos veces (1922, 1950)
- Orden de Najímov de 1.er grado (1945)
- Orden de la Guerra Patria de 1.er grado (1985)
- Orden de la Bandera Roja del Trabajo, dos veces (1955, 1980)
- Orden de la Amistad de los Pueblos (1982)
- Orden de la Estrella Roja (1945)
- Medalla por el Servicio de Combate
- Medalla de la victoria sobre Japón (1946)[8]
- Medalla por la Defensa de Moscú (1944)
- Medalla por la Defensa del Ártico soviético (1945)
- Medalla por la Victoria sobre Alemania en la Gran Guerra Patria 1941-1945 (1945)
- Medalla Conmemorativa del 20.º Aniversario de la Victoria en la Gran Guerra Patria de 1941-1945
- Medalla Conmemorativa del 30.º Aniversario de la Victoria en la Gran Guerra Patria de 1941-1945
- Medalla Conmemorativa del 40.º Aniversario de la Victoria en la Gran Guerra Patria de 1941-1945
- Medalla Conmemorativa por el Centenario del Natalicio de Lenin "Al Valor Militar"
- Medalla del 20.º Aniversario del Ejército Rojo de Obreros y Campesinos (1940)
- Medalla del 30.º Aniversario de las Fuerzas Armadas de la URSS
- Gran Medalla de Oro de la Sociedad Geográfica de la URSS (1979)

## Ensayos
Iván Papanin es autor de más de 200 artículos y de dos libros autobiográficos sobre su experiencia en el ártico:
- La vida en un témpano de hielo «Лёд и пламень»  (1939);
- Hielo y fuego «Лёд и пламень»  (1977).